# Модіїн
Модіїн-Маккабім-Реут (івр. מודיעין-מכבים-רעות) — місто в Ізраїлі, розташоване в Центральному окрузі між Тель-Авівом і Єрусалимом. Було засноване в 1993 році на тому місці, де в древності знаходилося поселення з тією ж назвою. Саме тут почалося описане в Книзі Маккавеїв повстання Маккавеїв в 167 році до н. Хр.
У 2003 році Модіїн був об'єднаний з населеними пунктами Маккабім-Реут.
Населення за даними на кінець 2006 року становить 58 тисяч осіб. Площа міста охоплює 50 км²
Модіїн — перше місто в Ізраїлі, котре було побудоване за попереднім планом і розраховане на 250.000 жителів. Місто будувалося як «спальне місто», у котрому живуть ті, хто працює в районі великого Тель-Авіва і Єрусалима, віддаючи перевагу жити в екологічно чистій зоні зі сприятливим для здоров'я мікрокліматом. В Модіїні нема тель-авівської вологості, і часто дує прохолодний гірський вітерець. На 2005 рік населення міста становило 60 тисяч осіб, але місто стрімко росте. Вибір місця розташування міста визначався тим, що Модіїн розміщений на ключовому для Ізраїля транспортному вузлі. В древності це місце в стратегічному відношенні було ключовим пунктом між приморською рівниною і гірською Самарією. І в теперішній час в цьому місці перетинаються залізнична траса Тель-Авів — Єрусалим (в стані будування) з головною швидкісною автострадою, що перетинає Ізраїль з півночі на південь, трасою № 6 (платна траса). Трохи північніше Модіїна проходить і шосе № 443, котре є північним в'їздом в Єрусалим, а трохи південніше траса Тель-Авів — Єрусалим (траса № 1). Головні повітряні ворота країни, Міжнародний аеропорт імені Бен-Гуріона, розташований за 13 кілометрів від міста. Модіїн розташований при відрогах Єрусалимських гір, що послужило основним моментом в концепції міської забудови. Міські бульвари розміщені в долинах і являють собою основні вулиці, житлові ж будинки поднімаються террасами на покриті сосновим лісом пагорби. В центрі міста розташований мальовничий парк Неот Кедумім с гористим ландшафтом, а північно-східна частина міста розвивається як зона спорту і відпочинку.
Модіїн — рідне місто Макавеїв, що, згідно з Євсевієм, знаходилося поблизу Діосполіса або Лідди на шляху з Єрусалиму в Йоппію. Тут жив священник Маттафія, що поклав початок повстання проти Антіоха Епіфана, сирійського царя. Тут же він був похований зі своїми синами (1 Мак. 2:70). В новітніх часах тут знаходяться руїни селища Ель-Медіе.

## Примітки

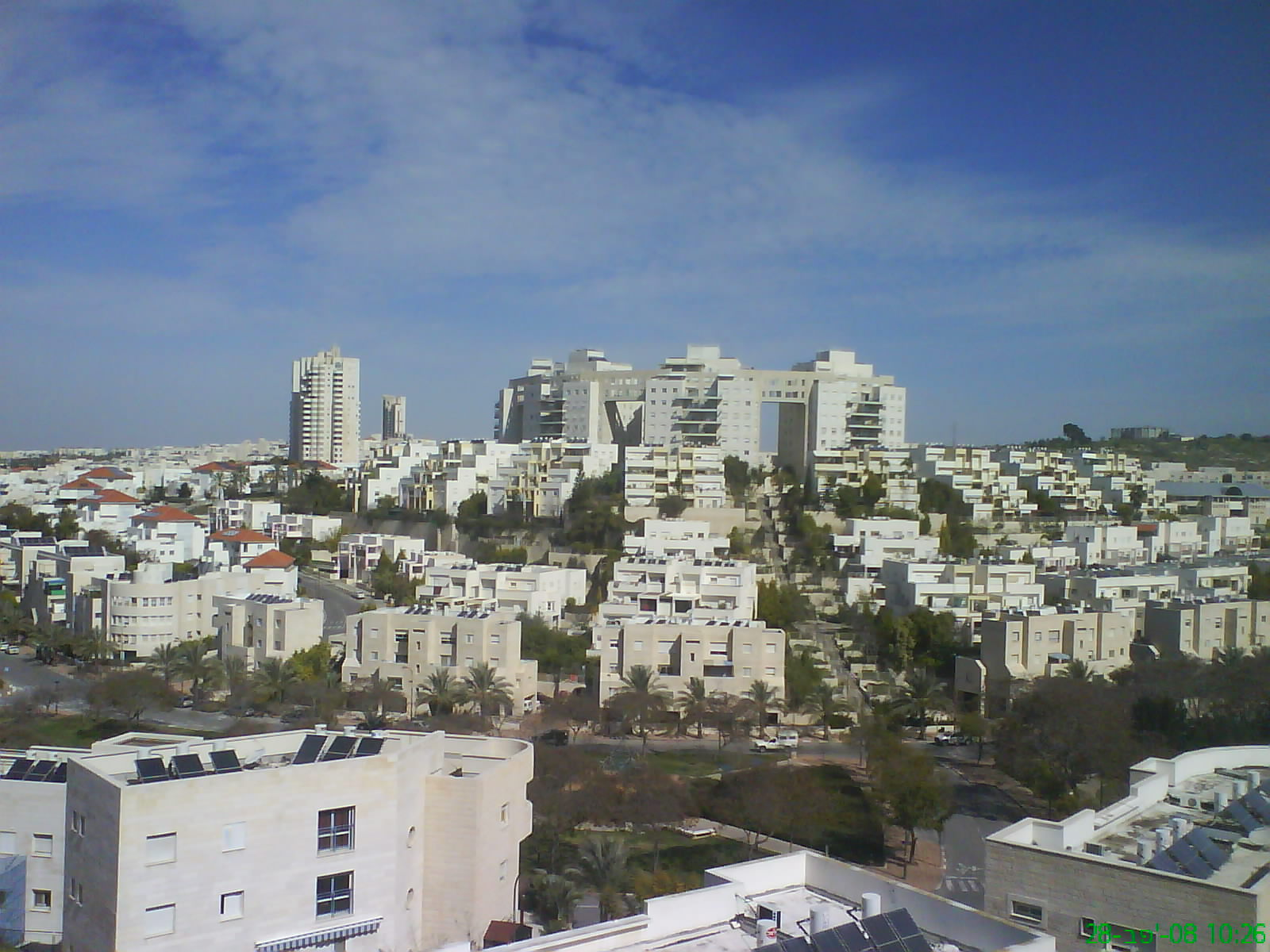
Панорама Модіїна
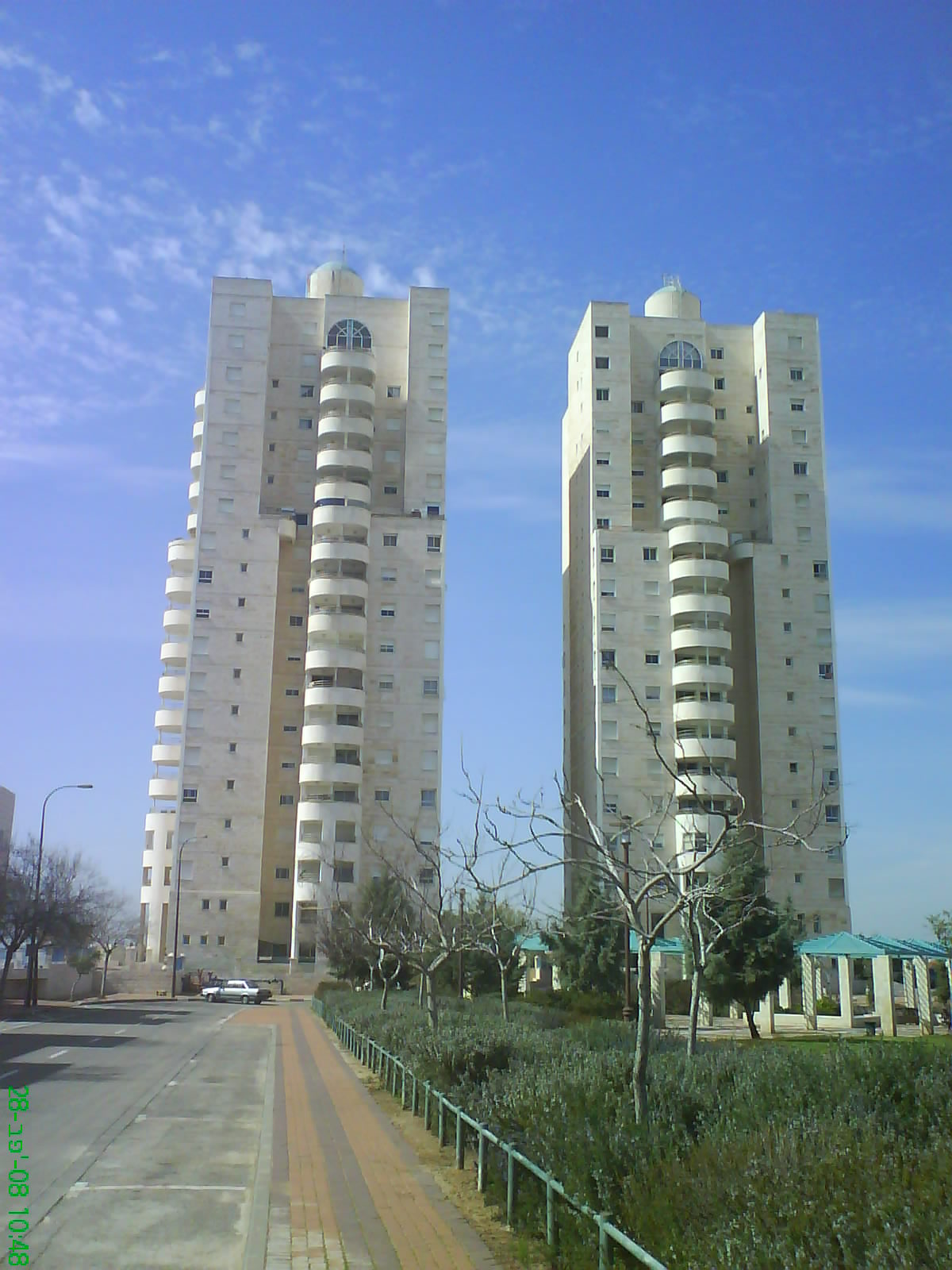
Висотні житлові будинки
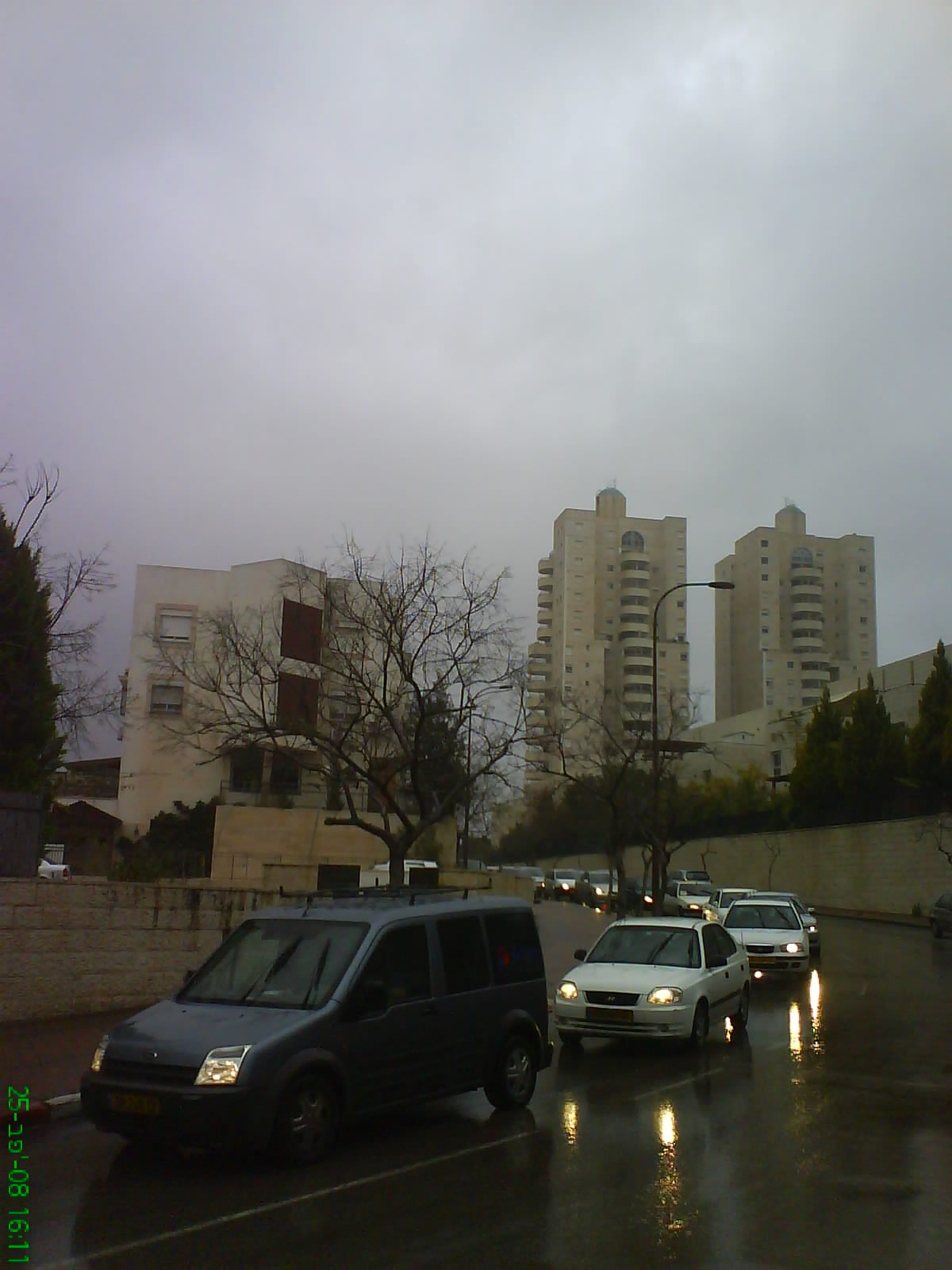
Вулиця Левона в Модіїні
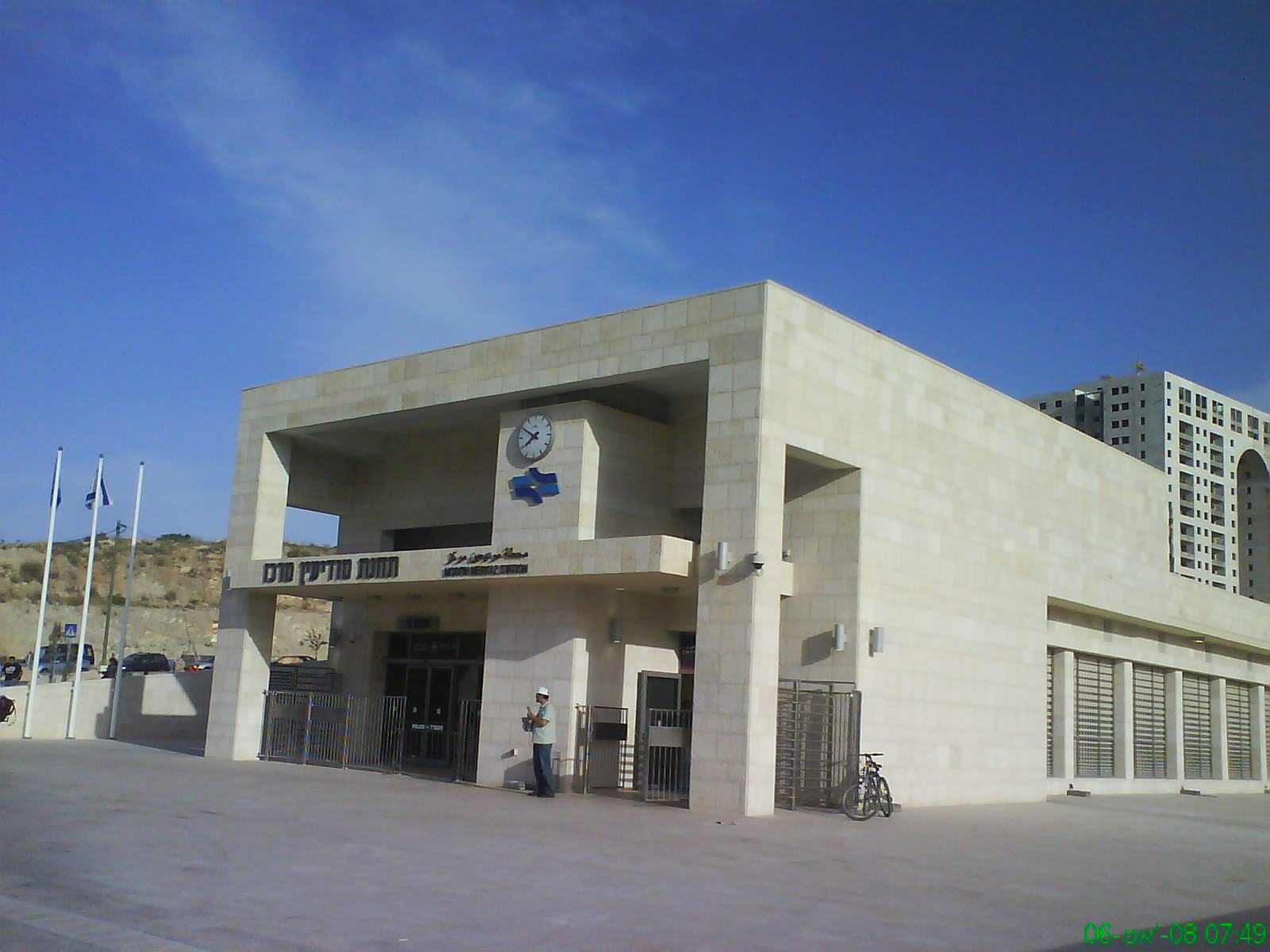
Залізнична станція